# Обертинська Долина (заказник)
Оберти́нська Доли́на — ботанічний заказник місцевого значення в Україні. Об'єкт природно-заповідного фонду Івано-Франківської області.
Розташований у межах Городенківської міської громади Коломийського району Івано-Франківської області, між смт Обертин та селом Чортовець.
Площа 29 га. Статус надано згідно з рішенням облради від 15.07.1993 року. Перебуває у віданні Чортовецької сільської ради.
Статус надано для збереження цінного осередку степової рослинності. Зростають: дев'ятисил осотовий, волошка руська, ковила волосиста, ясенець білий тощо.